# Будинок на вулиці Саксаганського, 13/42
Будинок на вулиці Саксаганського, 13/42 — житловий будинок, пам'ятка культурної спадщини, розташований у Печерському районі міста Києва на розі вулиць Саксаганського і Шота Руставелі.

## Історія
У XIX столітті на місці сучасного будинку були дві садиби із характерною для тих часів забудовою — дерев'яними малоповерховими будівлями. Одна з них, що розміщувалася на сучасній вулиці Саксаганського, з 1879 року належала купцю Василію Степановичу Сисоєву, який у 1890-х роках вирішив збудувати в ній новий мурований прибутковий будинок і у 1894 році замовив проєкт першої секції будинку. Збереглися відомості про те, що передплату за проведення авторського архітектурного нагляду отримав архітектор Олександр Кривошеєв, який у ті роки обіймав посаду міського архітектора Києва, тому можна припустити, що саме він і був автором проєкту.
Зведений будинок був триповерховим, Т-подібним у плані. Симетричний одноосьовий, вертикально розчленований фасад прикрашався пілястрами і центральним ризалітом, завершеним тридільним фронтоном із восьмигранною вежкою з невеликим майданчиком у верхній частині, оточеним ажурним металевим парапетом. Балкони мали ажурні ґрати, рисунок яких повторювався в ажурному парапеті покрівлі. Проїзд у внутрішній двір закривався металевими воротами.
Наприкінці 1890-х років у другій, наріжній садибі був зведений другий будинок, який об'єднали з першим. Приблизно тоді ж обидві садиби і перебудований будинок перейшли у власність домовласника В.-Ф. Ясенецького, і станом на 1900 рік, згідно тогочасних документів, будинок вже був заселений і приносив прибуток: на його другому і третьому поверхах було по дві п'ятикімнатні квартири.
У першій половині 1900-х років у будинку розміщувалася редакція і контора щорічника «Весь Київ. Адресна і довідкова книга».
У 1930-х роках у будинку надбудували четвертий поверх.

## Опис
Будинок чотириповерховий (з боку вулиці Руставелі — з цокольним поверхом, через схил вулиці), цегляний, Г-подібний у плані, оздоблений у стилі історизму. Складається з трьох секцій, дві з яких виходять на вулицю Саксаганського, третя — на вулицю Руставелі. Дах двосхилий із бляшаним покриттям, перекриття пласкі. Обидва фасади, головний і наріжний, мають неглибокі вертикальні розкріповки, в які винесено парадні сходи; розкріповки завершуються невисокими аттиками. Вікна прості, прямокутні, на рівні другого і третього поверхів об'єднані по висоті пілястрами, у нижній частині прикрашеними під руст. Міжвіконні простори вікон третього поверху декоровані ліпленими підвісками. Між третім і четвертим поверхом проходить зубчастий карниз, який первісно був вінцевим. Четвертий поверх, надбудований пізніше, має значно простіший декор.
Будинок № 13/42 — зразок типового прибуткового будинку кінця XIX століття.

## Галерея

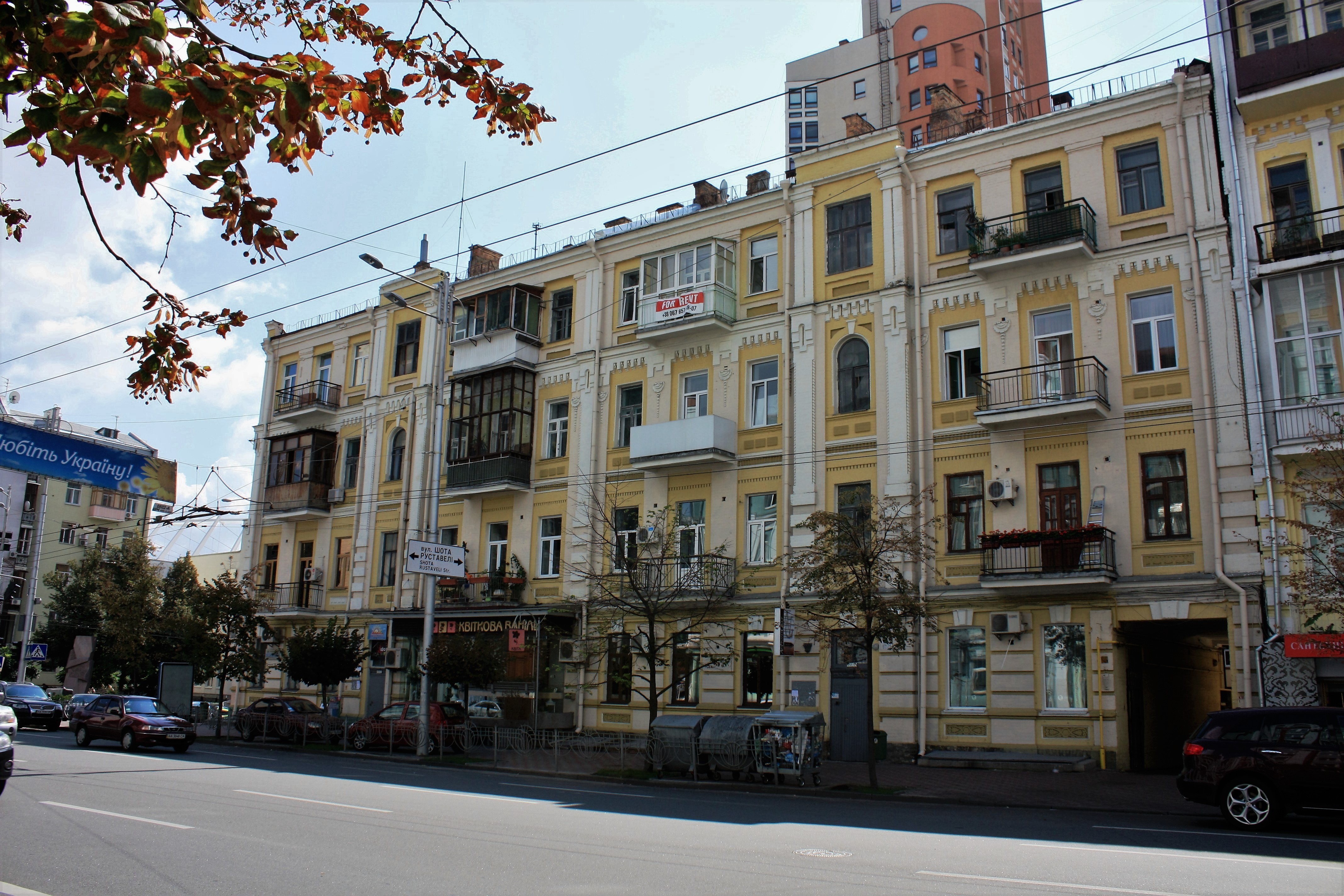
Фасад із боку вулиці Саксаганського
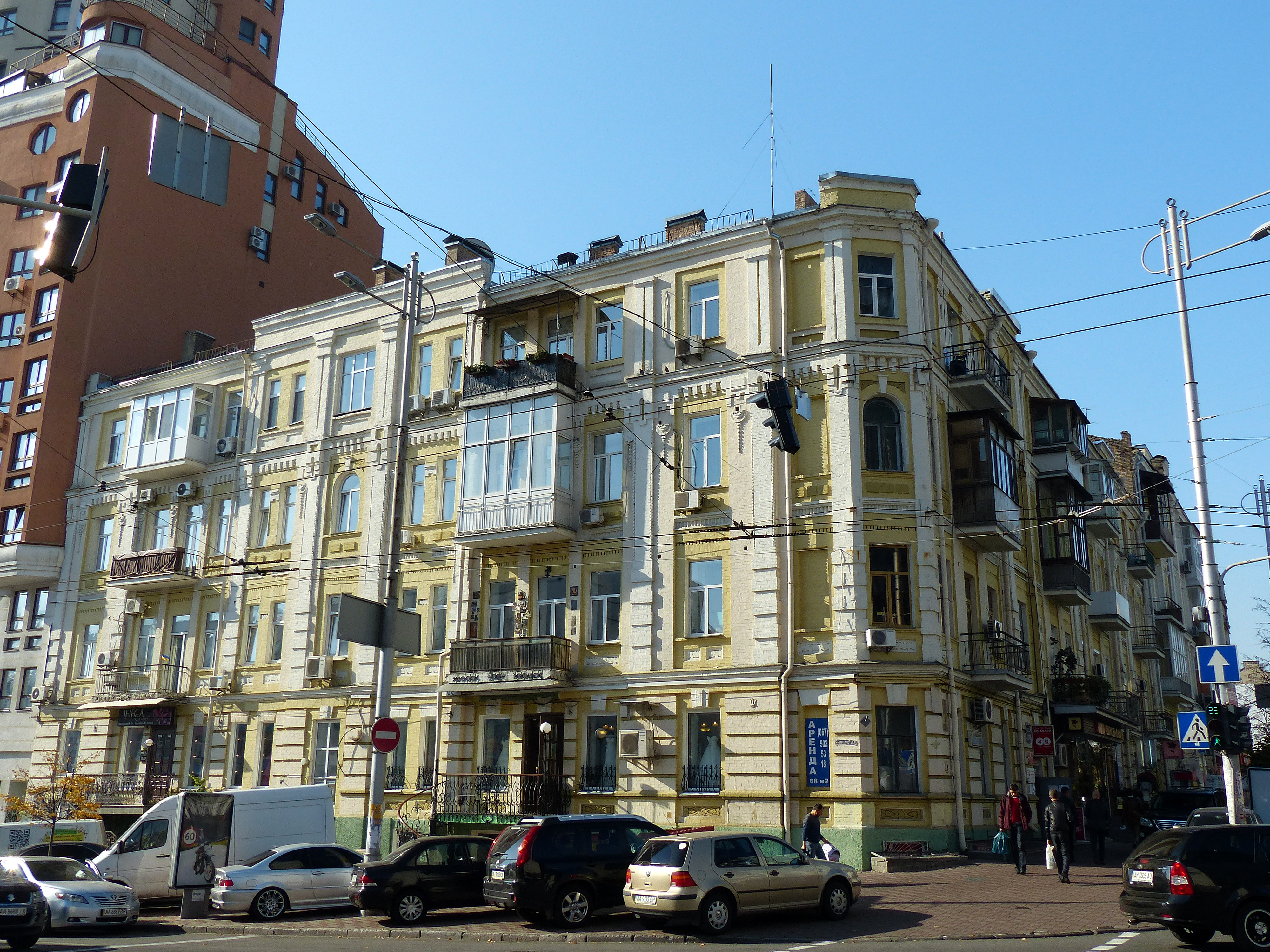
Фасад з боку вулиці Шота Руставелі